# Дієцезія Гронінген-Леуварден
Дієцезія Гронінген-Леуварден — дієцезія римо-католицької церкви в Нідерландах. Розташована у північно-західній частині країни. Кафедра єпископа і кафедральний собор святого Йозефа знаходиться в місті Гронінгені.
Обіймає площу 9 205 км². Налічує 120 тисяч вірних, 83 парафії.